# 반가희
반가희(본명: 전순영, 1974년 3월 15일~)는 대한민국의 가수이다.

## 방송
- KBS 트롯 전국체전
  - 1라운드- 돌고 돌아가는 길 선곡-올스타
  - 2라운드- 자존심 선곡
  - 3라운드- 공서율과의 대결에서 승, 날개 선곡
  - 4라운드- 님 선곡, 준결승 진출
  - 준결승- 9위로 탈락
- KBS 트롯 전국대잔치
- MBN 《현역가왕》

## 앨범
- 2014년 이별주
- 2017년 반가희

## 곡
- 돌고 돌아가는 길
- 날개
- 곡예사의 첫사랑
- 돌아와요 부산항에

상기 곡들은 트롯 전국체전에서 부른 노래임
- 쩨쩨한 남자
- 인생은 순리대로
- 이기자!
- 와인
- 말해요
- 불타는 이 청춘
- 미워요
- 이별주